# Pierre-Philippe Thomire
Pierre-Philippe Thomire (Parigi, 1751 – Parigi, 1843) è stato un orafo scultore francese.

## Biografia

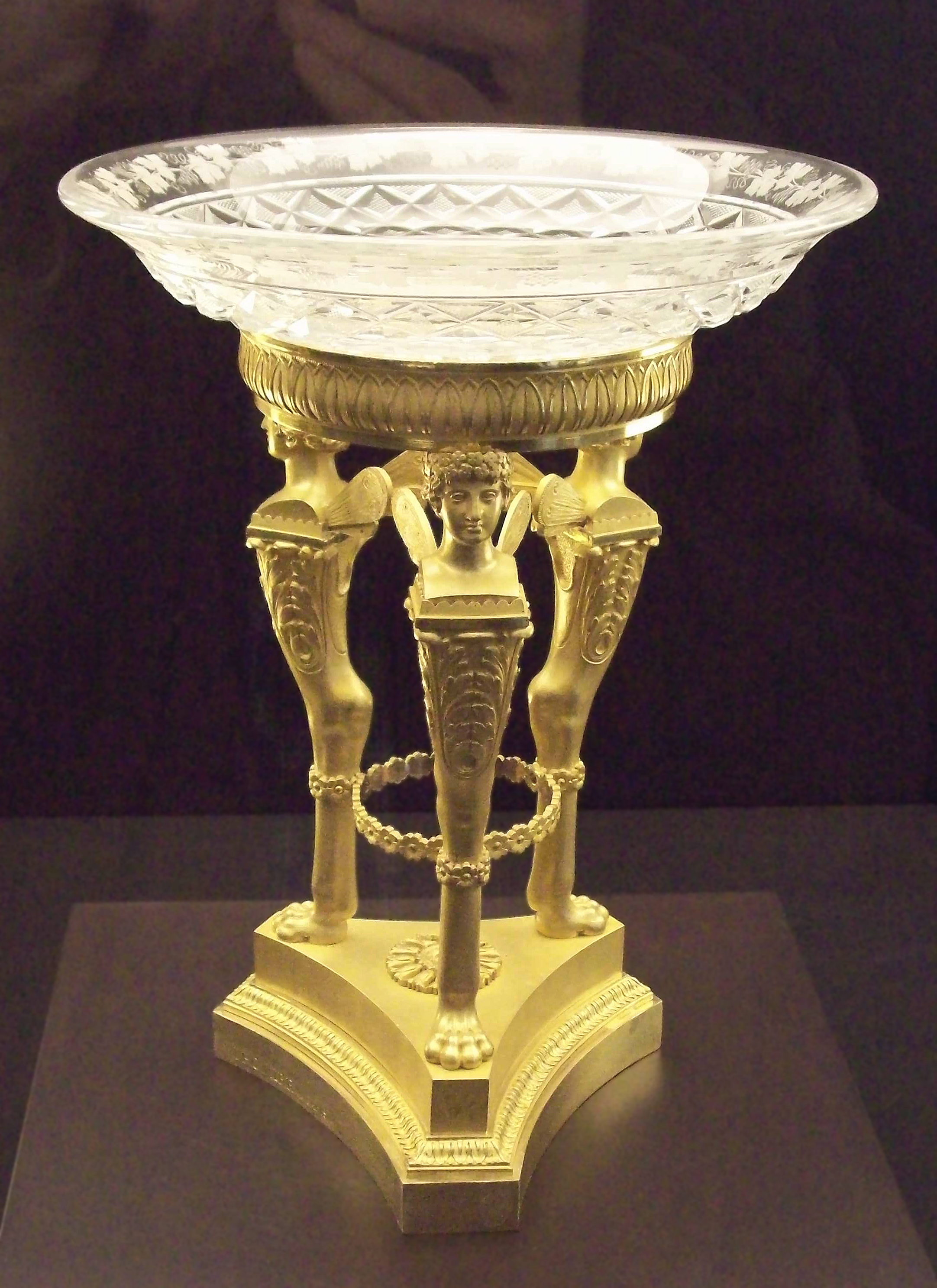
Alzata in cristallo e bronzo di Thomire, Museo archeologico nazionale di Spagna (Madrid)

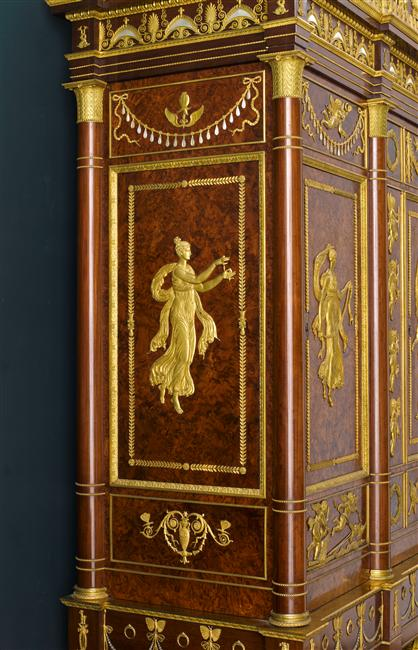
Thomire, Scrigno dell'imperatrice Joéphine alle Tuileries, 1809

Pierre-Philippe Thomire, scultore e cesellatore, è stato uno degli artisti che hanno caratterizzato ed impreziosito lo stile Impero. Dal 1756, sotto la direzione dei maestri Augustin Pajou e Jean-Antoine Houdon, studiò scultura presso l'Accademia di Saint-Luc; nel luglio 1772 l'accademia gli rilasciò la prima medaglia da scultore. Operò come cesellatore nella bottega di Pierre Gouthière (1732-1813 circa), che fu uno dei più rinomati disegnatori e cesellatori alla corte del re Luigi XVI di Francia e lavorò al castello di Fontainebleau.
Nel 1775, lavorò con Jean-Louis Prieur alla realizzazione degli ornamenti in bronzo della carrozza sacra di Luigi XVI.
Nel 1776 installò la sua bottega in via Saint-Martin e fu riconosciuto come cesellatore più noto dopo il fallimento di Gouthière; le opere che uscivano dal suo laboratorio parigino erano sempre apprezzate e richieste, sia come scultura decorativa, sia come complemento e decorazione di mobili, tanto che Napoleone I lo nominò ciseleur de l'empereur.
Nel 17 Luglio 1783 successe a Jean-Claude Thomas Duplessis come bronziere della manifattura di Sèvres, con cui collaborò fino al 1793.
Per la manifattura di porcellana di Sèvres realizzò casse di orologio in bronzo dorato. Portano la sua firma grandi urne, ispirate all'antichità greca classica, con foglie d'acanto e figure a bassorilievo, candelabri e fastose épergnes, in bronzo patinato di stile neoclassico, con cariatidi bronzee e con decori in argento cesellato e sbalzato.
Nel 1785, gli fu commissionata la realizzazione del candelabro che commemorava l'impegno della Francia durante la guerra d'Indipendenza degli Stati Uniti; fu donato al re, il quale lo collocò nel suo studio nella Reggia di Versailles, dove è tuttora conservato.
Il periodo imperiale è quello di maggior fasto per la Maison Thomire: il 12 novembre 1804,il marchand-mercier Lignereux vendette il suo atelier a Thomire, che creò una società con i suoi generi Beauvisage e Carbonelle, e con Duterme. L'atelier, al 41 di rue Taitbout, divenne la vetrina delle loro eccellenze e, per promuovere questa nuova società, Thomire pubblicò un annuncio sul Journal de Paris.
In questo periodo la sua produzione si trasformò da artigianale a industriale e ricevette una medaglia d'oro all'Esposizione dei prodotti dell'Industria del 1806 e del 1809.
A causa delle guerre, i suoi affari declinarono, ma si impegnò nell'esportazione all'estero dei suoi manufatti: ricevette committenze soprattutto dalle monarchia inglese, spagnola e russa.
Si ritirò nel 1823, a 72 anni. I suoi generi e i suoi nipoti continuarono l'attività fino al regno di Luigi Filippo.

## Attività artistica
Realizzò le cariatidi e gli ornamenti di bronzo dorato del portagioielli di Schwerdfeger, donato dalla città di Parigi alla regina Maria Antonietta nel 1787. Fu anche l'autore degli ornamenti di bronzo dorato del portagioie della contessa di Provenza, conservato nel castello di Windsor. Creò numerosi bronzi d'arredamento per le residenze reali, come il candelabro per il salone dei giochi della regina e una suite di quattro appliques per la camera del re Luigi XVI al castello di Saint-Cloud.
Per la stanza da letto di Giuseppina Beauharnais, al palazzo delle Tuileries, i mobili disegnati dall'architetto Jacob-Desmalter furono impreziositi dalle figure in bronzo di Thomire; spicca il pannello con la "Nascita della regina della terra cui Cupido e le dee fanno offerte".
In collaborazione con il pittore Pierre-Paul Prud'hon (1758-1813), con Henri-Victor Roguier (1758-1830) e con l'ebanista Jean-Baptiste-Claude Odiot (1763-1850), Thomire realizzò la monumentale culla per Napoleone II di Francia,  il re di Roma, esposta al Kunsthistorisches Museum di Vienna; fa parte dei tesori della casata Asburgo-Lorena, che sono compresi tra i Gioielli della Corona austriaca. Realizzò molte altre opere, su disegno del pittore Pierre Paul Prud'hon, noto per tele a soggetto classico e mitologico.
Realizzò una suite di sei appliques per il salone dei giochi della regina a Compiègne e, sotto la direzione dello scultore Hauré, la maschera di cera e legno assegnata a Martin, la fontana a Forestier.
Al Palazzo reale di Madrid si trovano i suoi decori per un tavolo, in bronzo cesellato e dorato al mercurio. Tra gli arredi in stile Impero, appartenuti alla famiglia di Gioacchino Murat, al Palazzo Reale di Napoli sono esposti vasi, orologi e vari candelabri di Thomire.
Un suo vaso è nella Sala d'Ercole, della Galleria Palatina di Palazzo Pitti.